# Méthode KJ

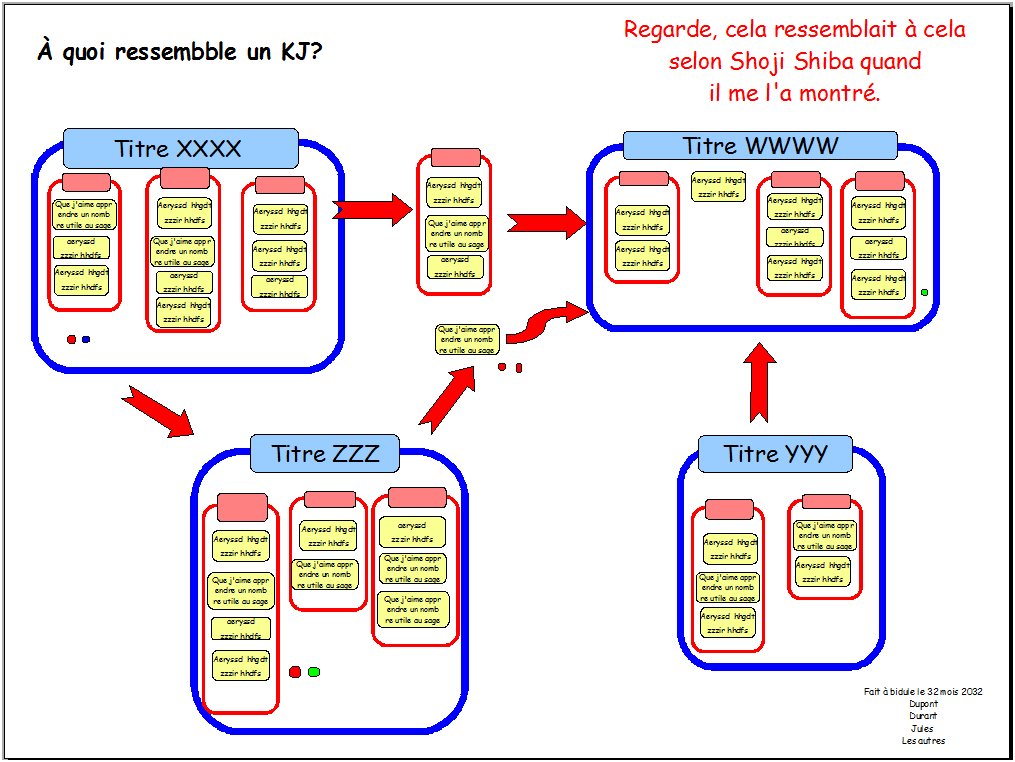
Un exemple de diagramme KJ terminé.
Les idées de cause ou de solution d'un problème émises lors d'un brainstorming ont été regroupées par cluster et les relations de cause à effet schématisées.

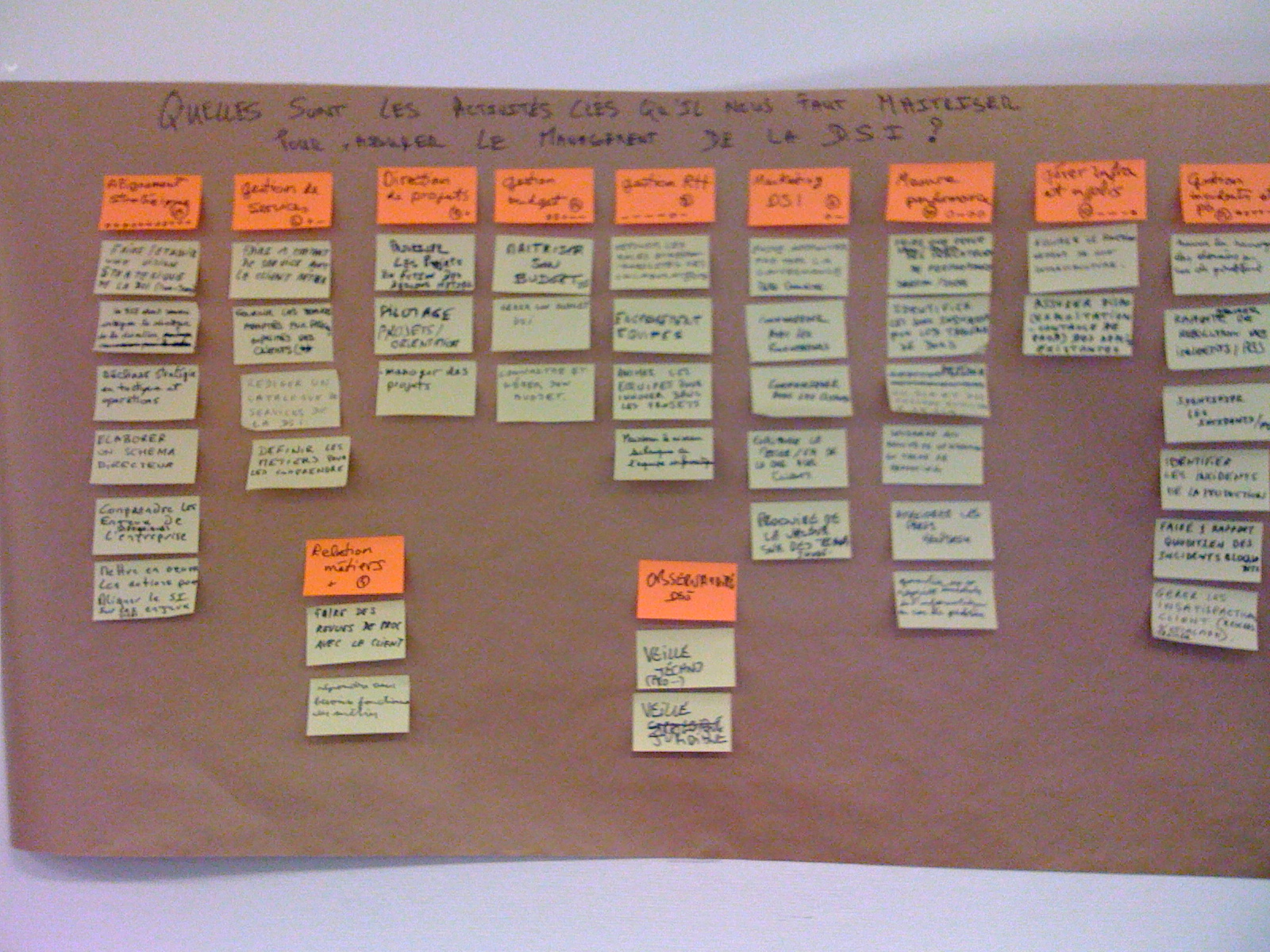
L'organisation des idées lors d'un KJ

La méthode KJ — aussi appelée quelquefois diagramme des affinités est une méthode de brainstorming (remue-méninges en français) inventée dans les années 1960 par l'ethnologue Jirō Kawakita, visant à analyser et synthétiser en groupe des données dans le but d'en dégager des convergences et des priorités pour la résolution de problèmes.

## Présentation
Cette méthode, identifiée par les initiales de son auteur, un anthropologue japonais, le Pr. Jirō Kawakita, est très fréquemment utilisée dans l'animation des groupes de travail après la phase d'idéation ou de génération des idées, pour organiser les idées émises et les structurer par thèmes.
Le KJ permet d'identifier l'origine d'un problème en se basant sur les faits, d'identifier des priorités.
Le KJ, est un puissant outil de structuration des données du langage, une méthode simple pour modéliser et regrouper avec clarté des problèmes complexes, des idées, des enjeux ou des opinions se rattachant à des problématiques diverses et à créer des liens entre elles.
Le diagramme KJ fait partie des 7 outils de la qualité ou de management (dénommés les "7M") diffusés dès 1976 par les Japonais au même titre que le diagramme de Pareto, le diagramme causes-effets, stratification, check-list, histogramme, diagramme de dispersion, graphe / carte de contrôle.
C'est une méthode utilisée par les managers, qui a fortement contribué à la richesse et à l’organisation de la réflexion collective ainsi qu’à l’instauration d’un véritable esprit d’équipe, et surtout une méthode de terrain.
En pratique, l'exercice consiste à répondre à une question sur des cartes ou des Post-it en prenant soin de n'avoir qu'une information par support. Ces derniers seront par la suite regroupés par thème en clusters et renommés par l’ensemble des acteurs afin d’organiser rapidement des idées et de les structurer.
En 1990, le Pr Shoji Shiba de l'Université de Tsukuba et du MIT en a développé une version plus détaillée, qu'il a appelée la méthode LP pour Language Processing.

## Les 5 étapes clés de la méthode KJ
La méthode comporte 3 aspects: un modèle pour la résolution de problèmes, un modèle pour la formulation qualitative de données et leur analyse et un nouveau concept proactif pour la recherche de terrain.
La base de réalisation d'un KJ est un cycle, de 5 ou 6 étapes, qui peut être renouvelé jusqu'à satisfaction. Deux cycles seront nécessaires en résolution de problèmes: le premier pour définir le problème, le second pour en trouver la ou les solutions.

### Idéation
Tous les faits et informations sont inscrits sur des fiches(ou éventuellement des post-it):
- une information par support,
- des données factuelles, pouvant être vérifiées, importantes.

### Regrouper et nommer
- Les cartes sont mélangées ou battues, puis lues avec soin.
- Puis les cartes sont triées et regroupées quand elles semblent appartenir au même groupe d'informations. Le cluster ainsi formé reçoit un nom que l'on écrit sur une carte de couleur différente que l'on place sur le cluster.
- Ce processus de constitution de groupes devra être répété jusqu'à avoir 9 clusters au maximum.

### Redistribution
- À ce stade (dans un travail en équipe) les cartes sont récupérées par l'animateur et redistribuées de façon qu'elles ne reviennent pas dans les mains de la personne qui les a écrites.
- Chaque carte va être lue à haute voix. Chaque contributeur vérifiera alors si dans sa « main » ne se trouve pas une carte qui forme un « groupe » avec la carte qui vient d'être lue.
- Un nom sera alors choisi soigneusement par grands clusters, ni trop vague, ni agrégat des cartes le constituant, le plus précis possible.

### Cartographier une vision globale
Maintenant que les informations sont clusterisées en 9 groupes maximum, chacun constitué de sous-groupes, sous-sous-groupes… passer à l'étape déterminante de présentation de cet ensemble de données sous une forme visuelle
- sur une grande feuille de papier fixée à un mur dans un endroit dédié pour le temps que prendra la résolution du problème,
- d'une façon harmonieuse.
Comme en mind mapping, cette cartographie permettra à chacun d'avoir une vision globale du problème ainsi que détaillée. La raison pour laquelle le nombre de clusters finaux ne doit pas dépasser 9 est que notre cerveau ne peut en moyenne traiter en même temps que 7±2 informations.

### Expliquer
Chacun va exprimer ce qu'il ressent en lisant cette carte, en en gardant trace par écrit, tout en faisant attention à distinguer les faits de l'interprétation qu'il/ elle en fait.
Cette étape pourra prendre plusieurs jours.
Des idées pour des solutions sont souvent trouvées et développées en expliquant la structure du problème.